# Bentley Mulsanne
Bentley Mulsanne — седан класса люкс, выпускавшийся  британской компанией Bentley Motors с 1980 по 1992 год. В названии модели отражено спортивное прошлое компании, автомобили которой с 1924 по 1930 годы пять раз побеждали в знаменитой гонке 24 часа Ле-Мана. Самая длинная прямая трассы и по-английски именуется Mulsanne Straight, так как в обычно время, вне гонок, является частью шоссе ведущего к местечку Mulsanne.

## Mulsanne

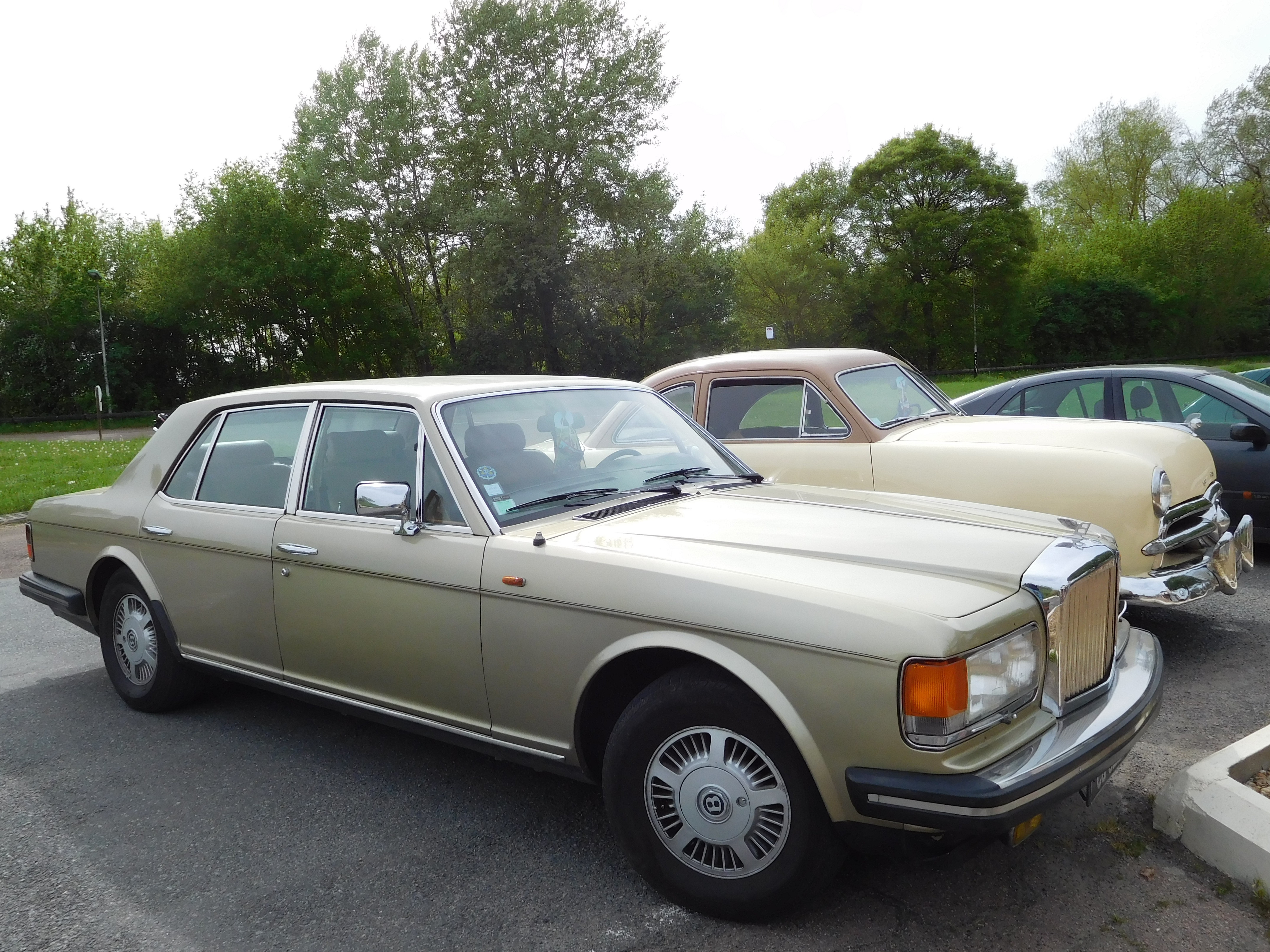
Bentley Mulsanne S

Работы над новой моделью, призванной заменить автомобили серии T, стартовали в начале 1970-х. Главной задачей разработчиков было сделать автомобиль солиднее, не увеличивая существенно его габариты. В результате получился современный автомобиль с обтекаемым кузовом, с большой площадью остекления, алюминиевыми капотом и крышкой багажника и оцинкованными, для противостояния коррозии, деталями нижней части кузова и шасси́.
Технически он практически не изменился и оснащался 6,75-литровым V-образным восьмицилиндровым двигателем в сочетании с, поставляемой с заводов General Motors, автоматической трёхступенчатой трансмиссией. Первоначально двигатель имел карбюратор, позже — получил систему впрыска топлива Bosch K-Jetronic.
Передняя подвеска на подрамнике с двойными поперечными рычагами осталась прежней. Сзади же была установлена новая независимая подвеска на треугольных рычагах. Она была призвана улучшить управляемость автомобиля, особенно при быстром прохождении поворотов. Единая гидросистема, поддерживающая постоянным, вне зависимости от загрузки, уровень кузова и питающая усилитель тормозов, осталась прежней.
В 1987 году Mulsanne был заменён более современной моделью Mulsanne S, которая вобрала в себя все изменения автомобиля Turbo R, кроме наддувного двигателя.

## Mulsanne Turbo

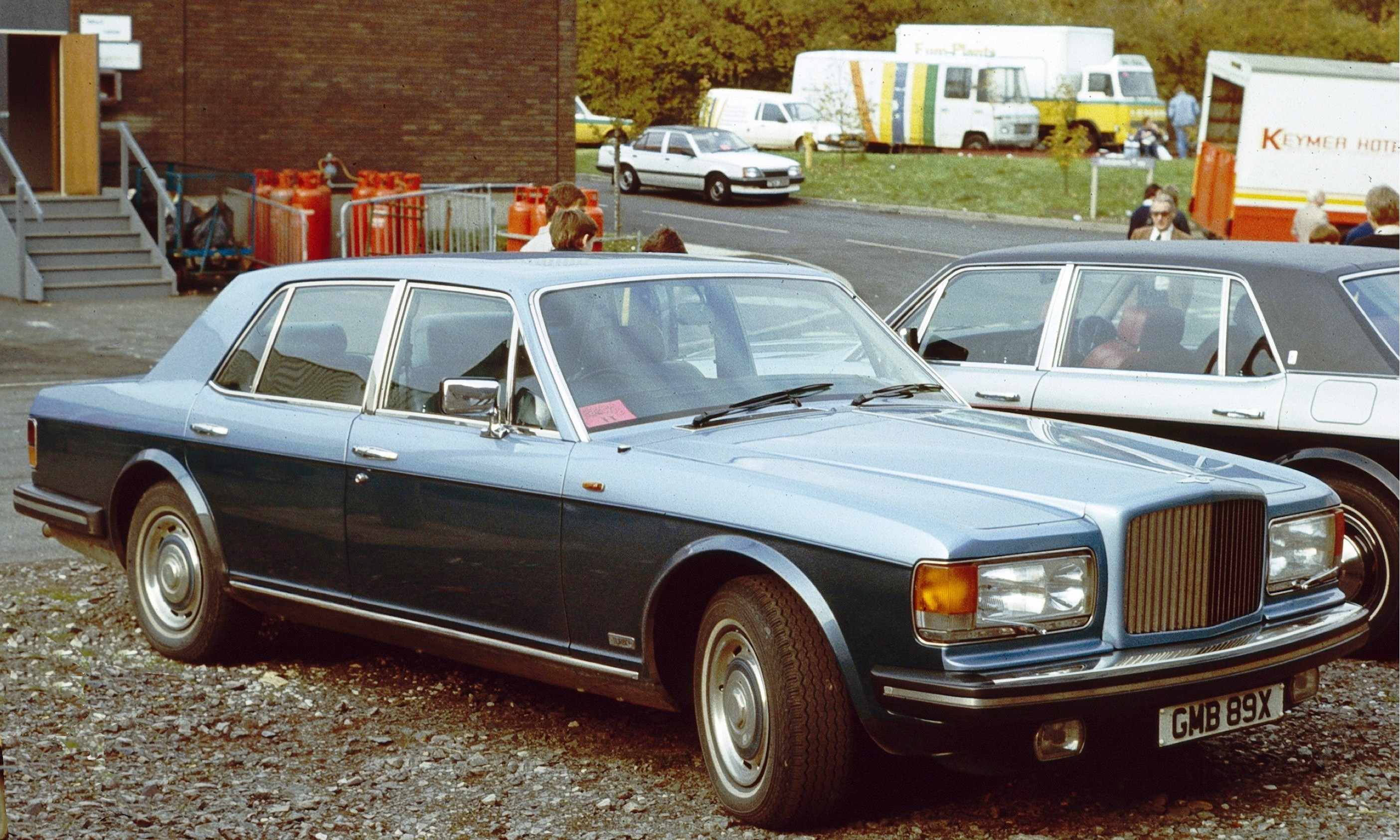
Bentley Mulsanne Turbo

После перепродажи головной компании, её новое руководство предприняло попытку возродить спортивный дух автомобилей Bentley. Для повышения мощности, существующий двигатель решили оснастить турбонаддувом. Не имея опыта в такой работе, специалисты компании обратились к фирме Broadspeed, на которой к тому времени уже успешно делали наддувные версии разных автомобилей. После достаточно быстрого объединения мотора Bentley с турбокомпрессором Garrett появился новый силовой агрегат. Так получился автомобиль Mulsanne Turbo, представленный широкой публике в марте 1982 года на Женевском автосалоне.
Новый двигатель выдавал наполовину больше мощности, примерно 300 л.с., что позволяло разгонять Mulsanne Turbo до 60 миль в час (96,5 км/ч) за 7,4 секунды, выдающийся результат для автомобиля весом в две с половиной тонны. Внешне модель отличилась не только надписями Turbo, но  и окрашенной в цвет кузова, а не хромированной облицовкой радиатора.

## Turbo R

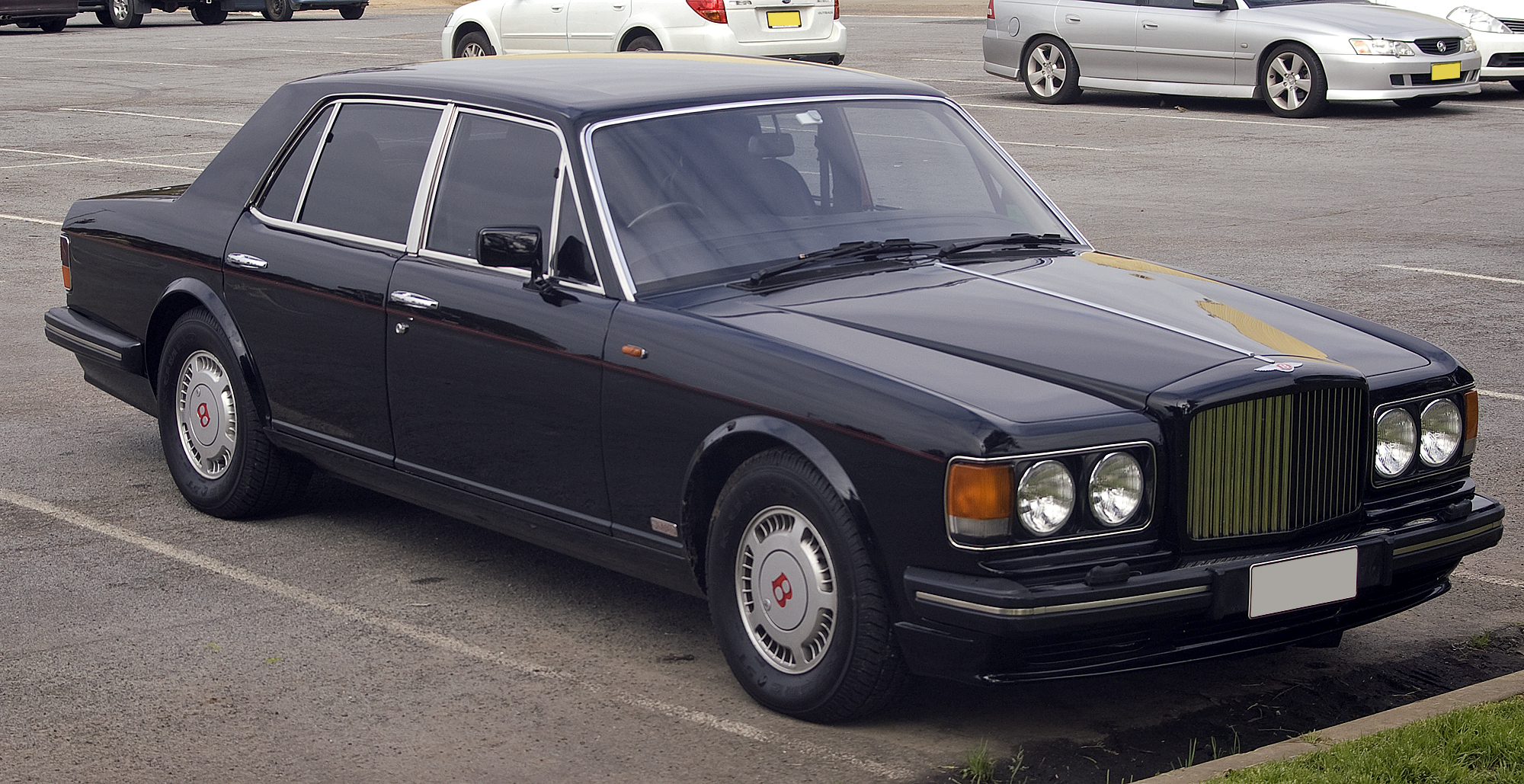
Bentley Turbo R

Практически сразу после выхода в свет Mulsanne Turbo обнаружились проблемы с его управляемостью. Последовавшие изменения были направлены, в первую очередь, на повышение угловой жёсткости подвески. Для сохранения плавности хода, пружины решили оставить прежними, поэтому всё внимание было направлено на стабилизаторы. Так, жёсткость переднего была увеличена вдвое, заднего — на 60%. Кроме того, были изменены характеристики амортизаторов и, с помощью дополнительных растяжек, ужесточён подрамник.
Изменённый таким образом автомобиль назвали Turbo R, где буква «R» обозначала Roadholding, буквально, «Держащий дорогу». Новый автомобиль поступил в продажу в 1985 году, и некоторое время выпускался параллельно в Mulsanne Turbo. Последний вскоре был снят с производства, так как большинство покупателей предпочитали более совершенный автомобиль. Две эти модели были очень похожи, Turbo R отличался только небольшим спойлером под передним бампером и легкосплавными колёсами, впервые применёнными на автомобиле Bentley. С 1992 года на модель стали устанавливать четырёхступенчатую автоматическую трансмиссию. А с 1996 года изготавливались, в основном, длиннобазные (LWB) версии модели.

## Eight

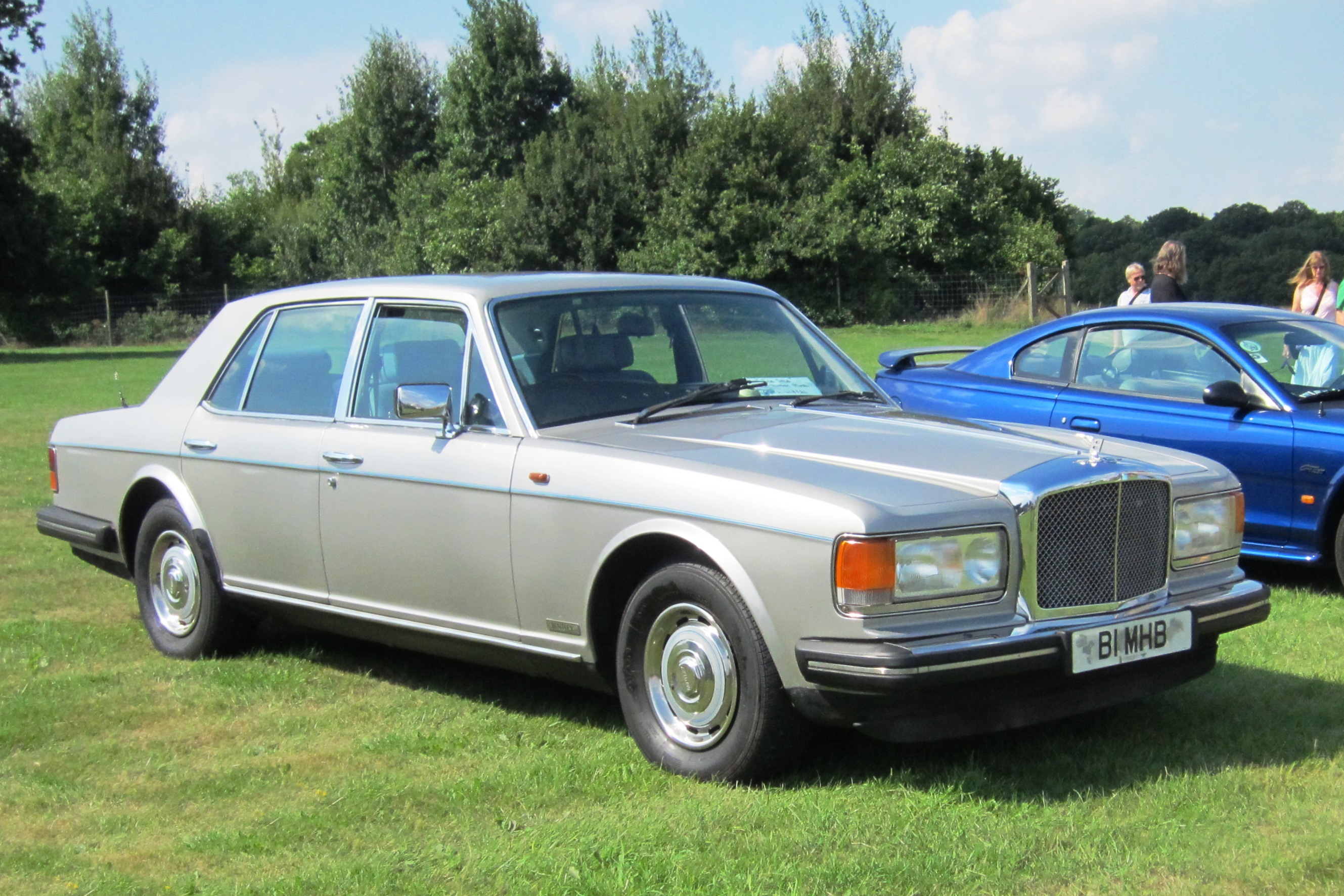
Bentley Eight

В 1984 году компания Bentley обратила своё внимание и на противоположную сторону рынка, представив модель Eight. Это был более дешевый Mulsanne с упрощённым оформлением и менее дорогой отделкой салона. Стоил он ниже психологической отметки в 50 000 фунтов и предназначался, в основном, для молодых покупателей. Автомобиль был настолько популярным, что помимо Великобритании, его было решено также распространить на рынки Европы и США.